# Sumur Kumbang
Sumur Kumbang is een bestuurslaag in het regentschap Lampung Selatan van de provincie Lampung, Indonesië. Sumur Kumbang telt 1155 inwoners (volkstelling 2010).